# Степичев, Яков Арсентьевич
Я́ков Арсе́нтьевич Сте́пичев (13 августа 1918 — 29 ноября 1992) — участник Великой Отечественной войны, полный кавалер Ордена Славы.

## Биография
Родился 13 августа 1918, в селе Иловка (Мариинский уезд, Томская губерния) в русской крестьянской семье. После окончания начальной школы работал в сельском клубе заведующим. Призван в Красную Армию в августе 1939 года. Воевал на Юго-Западном, 1-й Украинском, 2-м Украинском и на 3-м Украинском фронтах.
18—19 августа 1943 года, во время Белгород-Харьковской операции, уничтожил две огневые точки и два взвода солдат противника — за эти действия награждён медалью «За отвагу».
20 ноября того же года у села Луганка (Кировоградская область, УССР), уничтожил 50 солдат и крупнокалиберный пулемёт врага. За этот подвиг награждён медалью «За боевые заслуги».
Во время Одесской наступательной операции уничтожил 5 огневых точек и приблизительно 50 солдат противника. Получив ранение, продолжал оставаться в строю до окончания боя. Впоследствии награждён орденом Славы 3-й степени.
В июле 1944 года уничтожил две пулемётные точки и около 30 солдат противника, за что награждён орденом Славы 2-й степени.
Во время Берлинской наступательной операции повредил танк противника и уничтожил около 10 вражеских солдат.
В мае 1946 года награждён орденом Славы 1-й степени.
В Великую Отечественную войну был дважды ранен. Ушёл в запас в мае 1946 года. Работал на животноводческой ферме, затем на стройке. В 1978 году вышел на пенсию.
Умер 29 ноября 1992 года в селе Зырянское Томской области, похоронен там же.

## Награды
- Орден Славы I степени (№ 1804; 5 мая 1946)
- Орден Славы  II степени (№ 24774; 2 апреля 1945)
- Орден Славы  III степени (№ 65360; 12 мая 1944)
- Орден Отечественной войны  I степени (11 марта 1985)
- Медаль «За отвагу» (28 августа 1943)
- Медаль «За боевые заслуги» (25 января 1944)